# Cal Tatei
Cal Tatei és un mas situat al municipi de Campllong, a la comarca catalana del Gironès.